# Polititapes rhomboides
Espèce
Synonymes
- Cuneus fasciatus da Costa, 1778[2]
- Paphia rhomboides (Pennant, 1777)[2]
- Paphia rhomboides T. Pennant, 1777[3]
- Politapes rhomboides (T. Pennant, 1777)[3]
- Polititapes virgineus (Linnaeus, 1767) sensu auct.[2]
- Tapes edulis Römer, 1864[2]
- Tapes lepidulus Locard, 1886[2]
- Tapes rhomboides var. major Bucquoy, Dautzenberg & Dollfus, 1893[2]
- Tapes rhomboides (Pennant, 1777)[2]
- Tapes virgineus var. elongata Jeffreys, 1864[2]
- Tapes virgineus (Linnaeus, 1767) sensu Jeffreys, 1864[2]
- Venerupis rhomboides (Pennant, 1777)[2]
- Venus innominata Danilo & Sandri, 1856[2]
- Venus longone Olivi, 1792[2]
- Venus rhomboides Pennant, 1777[2]
- Venus sanguinolenta Gmelin, 1791[2]
- Venus sarniensis W. Turton, 1822[2]
- Venus virago Lovén, 1846[2]

Polititapes rhomboïdes est une espèce de mollusques bivalves fouisseurs des côtes de l'Atlantique nord-est et de Méditerranée. Ce coquillage est également connu sous les noms vernaculaires de palourde rose ou de palourde des Glénans.